# Françoise Nicolas
Pour les articles homonymes, voir Nicolas (patronyme) et Françoise Nicolas (diplomate).
Françoise Nicolas, née Marché le 2 décembre 1940 à Chécy (Loiret), est une athlète française, spécialiste des courses de demi-fond.

## Biographie
Elle est sacrée championne de France du 3 000 mètres en 1972 et 1973.
Elle améliore à trois reprises le record de France du 3 000 mètres : 9 min 56 s 6 en 1972, 9 min 56 s 0 en 1973 et 9 min 45 s 6 en 1974.
Son record personnel sur 3 000 m est de 9 min 31 s 3 (1978).